# Quadrante (1958)
Quadrante começa por ser revista, com publicação de um número por ano e conteúdos generalistas, e passa a jornal, a partir do terceiro número, lançando três números por ano, planeados, com temas mais específicos, estrategicamente direcionados. Essencialmente universitária, publicou-se entre 1958 e 1962, como espaço de debate para todos os universitários portugueses, embora tenha sido editada pela Associação Académica da Faculdade de Direito de Lisboa.  
No seu recheio ficam claras as "inquietações de uma elite estudantil muito interventora", não faltando questões de foro estudantil, movimentos associativos e teoria do direito, mas também cinema, poesia, contos e críticas literárias. Larga foi lista de colaboradores que passaram pela Quadrante: Pedro Ramos de Almeida, Miguel Galvão Teles, Mário Sotto Mayor Cardia, José Augusto Seabra, Vasco Pulido Valente, Álvaro Lapa, Fiama Hasse Pais Brandão, Vasco Graça Moura, José Cutileiro, Veiga Gomes, Jorge Sampaio, António Correia de Campos, Hélder Costa, Joaquim Magalhães Mota, Diogo Freitas do Amaral, Almeida Faria, Orlando Neves, Fernando Honrado e José Arnaut.
Em 2020, após uma interrupção de cinquenta e sete anos, a revista Quadrante regressou enquanto "lugar de exposição e de reflexão" com a sua 13.ª edição, à qual se seguiram outras edições igualmente disponíveis digitalmente e em formato físico.